# Gunseo-myeon, Yeongam-gun
Gunseo-myeon (koreanska: 군서면) är en socken i kommunen Yeongam-gun i provinsen Södra Jeolla i den sydvästra delen av Sydkorea, 310 km söder om huvudstaden Seoul.